# Ковадло Бога
«Ковадло Бога», або«Божа кузня» (англ. The Forge of God) — науково-фантастичний роман 1987 року американського письменника Грега Біра.
Роман увійшов до числа фіналістів у номінації на премію «Неб'юла» в номінації «найкращий роман» 1987 року, а також був номінований на премії «Г'юго» та «Локус» у 1988 році.

## Сюжет
У романі представлені сцени та події суто в фантастичному жанрі, але вельми дивні в звичайному розумінні фантастики. Зокрема виявлення майже мертвого прибульця в пустелі, який чітко говорить англійською мовою: «Вибач, але є погані новини», а також наступний допит та аутопсія цього прибульця; відкриття відчайдушного військового штучного геологічного утворення та подальшого його ядерного знищення; і можливе руйнування Землі шляхом анігіляції.
У романі також присутня ще одна чужинська фракція, котра на Землі представлена маленькими роботами-павуками, які набирають агентів серед людей за допомогою якоїсь форми контролю розуму. Вони несамовито збирають усі дані людини, біологічні записи, зразки тканин, насіння та ДНК з біосфери, та евакуюють кілька людей із Землі. У космічному просторі машини цієї фракції ведуть боротьбу та врешті-решт знищують нападників, хоча задовго до того, як не найкраща доля Землі буде зафіксована. Евакуйовані люди врешті-решт влаштовують поселення на Марсі, який нещодавно був освоєний, а деякі формують екіпаж корабля «Закону» для полювання на вбивць.
Один зі складників сюжету персонажів — Артур Гордон, вчений, який разом із дружиною Франсін та сином Мартіном входить до списку врятованих від руйнування Землі.
Обидві книги демонструють принаймні одне рішення парадоксу Фермі, коли цивілізації були витіснені приходом самовідтворювальних машин, покликаних знищити будь-яку потенційну загрозу для їхніх (можливо, давно померлих) творців.

## Екранізація
На початку 2000-х «Божа кузня і Ковадло зірок», а також ще неписана третя книга готові до підготовки до сценарію для екранізації компанією Warner Bros.. Повідомлялося, що Стівен Суско працював над сценарієм для «Божа кузня». У липні 2006 року Грег Бір на своєму вебсайті згадав, що фільм «До сих пір готується, студія працює».
Однак у жовтні 2010 року Бір прокоментував на своєму вебсайті, що Кен Нолан (який написав екранізацію для фільму Рідлі Скотта «Падіння „Чорного яструба“») активно працював над сценарієм.